# 新沼凛空
新沼 凛空（にいぬま りあ、2008年1月30日 - ）は、日本のファッションモデル。N.D.Promotion所属。神奈川県出身。身長171cm。
父は元プロ野球選手の新沼慎二。

## 来歴
2022年2月20日に行われたTGCオーディション2022でグランプリを受賞し、3月21日に行われた「第34回マイナビ東京ガールズコレクション」でランウェイを歩き、14歳でモデルデビューを果たす。
2023年2月発売のCanCam4月号にて、中学3年生ながらCanCamの専属モデルに抜擢された。
2024年、映画『矢野くんの普通の日々』で女優デビューを果たす。

## 趣味・特技
スノーボード、韓国料理を⾷べること、チアリーディング、ダンス。

## 出演

### ファッションショー
- 東京ガールズコレクション
  - 第34回マイナビ東京ガールズコレクション 2022 SPRING/SUMMER（2022年3⽉21⽇）
  - 第35回マイナビ東京ガールズコレクション 2022 FALL/WINTER（2022年9月3日）
  - TGC KITAKYUSYU 2022 by TOKYO GIRLS COLLECTION（2022年11月19日）
  - 第37回 マイナビ 東京ガールズコレクション 2023 AUTUMN／WINTER（2023年9月2日、さいたまスーパーアリーナ）[6]
  - CREATEs presents TGC KITAKYUSHU 2023 by TOKYO GIRLS COLLECTION（2023年10月7日、西日本総合展示場新館）[7]
  - TGC MATSUYAMA 2024 by TOKYO GIRLS COLLECTION（2024年7月13日、愛媛県武道館）[8]

### テレビ
- テレ東卓球塾～ひとラリー、いっとくぅぅぅ?～（2023年1月8日 - 8月27日、テレビ東京） - 卓球塾サポーター[9]

### 映画
- 矢野くんの普通の日々（2024年11月15日） - メイ 役[10]

## 書籍

### 雑誌連載
小学館「CanCam」専属モデル